# Spartacus (ballet)
 (juillet 2023).
Si vous disposez d'ouvrages ou d'articles de référence ou si vous connaissez des sites web de qualité traitant du thème abordé ici, merci de compléter l'article en donnant les références utiles à sa vérifiabilité et en les liant à la section « Notes et références ».
Pour les articles homonymes, voir Spartacus (homonymie).

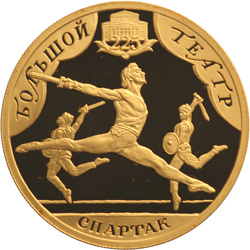
pièce commémorative de 100 roubles.

Spartacus (en russe : Спартак) est un ballet composé par Aram Khatchatourian. Cette œuvre narre les exploits de Spartacus, le chef de la révolte des esclaves contre l'Empire romain, révolte connue comme la Troisième guerre servile. Le ballet est composé en 1954 et largement acclamé par les critiques à Léningrad en 1956, dans la chorégraphie de Leonid Jacobson. Retravaillé en 1968, il est présenté dans une nouvelle chorégraphie de Iouri Grigorovitch.

## Personnages principaux
- Crassus, consul romain
- Spartacus, roi de Thrace, captif
- Phrygia, femme de Spartacus
- Aegina, concubine de Crassus

## Suites d'orchestre
Quatre suites d'orchestre ont été tirées du ballet.
Suite d'orchestre no 1
1. Introduction et danse des nymphes
2. Introduction, danse d'Égine et de Harmodius
3. Variation d'Égine et bacchanale
4. Scène et danse avec les crotales
5. Danse de Gaditana et victoire de Spartacus

Suite d'orchestre no 2
1. Adagio de Spartacus et Phrygia
2. Entrée des marchands - Danse d'une courtisane romaine
3. Danse du général
4. Entrée de Spartacus - Dispute
5. Trahison de Harmodius
6. Danse des pirates

Suite d'orchestre no 3
1. Danse de l'esclave grecque
2. Danse de l'Egyptienne
3. Incident de nuit
4. Danse de Phrygia
5. Au cirque

Suite d'orchestre no 4
1. Danse mélancolique des Bacchantes
2. Procession de Spartacus
3. Mort du gladiateur
4. Appel aux armes et révolte de Spartacus

## Réutilisation dans la culture populaire
Une partie de l'adagio de Spartacus et Phrygia (Suite d'orchestre n° 2) a été utilisée comme musique de générique pour la série télévisée britannique The Onedin Line, ainsi que dans le film Caligula, dans le film Mayerling de Terence Young en 1969 et dans le film The Hudsucker Proxy des Frères Coen. On peut également entendre ce thème dans le film d'animation L'Âge de glace 2.

## Discographie sélective
Intégrales
- Chœurs et Orchestre du Bolchoï de Moscou, dir. Algis Jouraïtis (1974, 3 CD Melodiya) (OCLC 846850377) Version vidéo en 1977, paru en DVD chez VAI) (OCLC 54700634) et version de 1984 paru en DVD chez Warner [2005] (OCLC 225495664)
- Chœurs et Orchestre symphonique de Berlin, dir. Michail Jurowski (6-9 février 1996/14-18 février 1997, 2 CD Capriccio) (OCLC 779549344)
- Théâtre Bolchoï ; Carlos Acosta (Spartacus), Alexandre Voltchkov (Crassus), Nina Kaptsova (Phrygia) ; Orchestre Colonne, dir. Pavel Klinichev (Palais Garnier, 22 janvier 2008, 2DVD Decca) (OCLC 676417858)

Suites
- Orchestre du Bolchoï de Moscou, Alexandre Gaouk (janvier 1957, Melodiya / « Alexander Gauk Edition » 10CD Brilliant Classics 8866) (OCLC 721294953)
- Orchestre philharmonique de Vienne, dir. Aram Khatchatourian (mars 1962, Decca) (OCLC 936956195) (avec la suite de Gayaneh)
- Suites 1 à 4 - Orchestre symphonique de Saint-Pétersbourg, dir. André Anichanov (1 à 3) et Orchestre symphonique de Moscou, dir. Dmitri Yablonski (4e) (26 novembre/2 décembre 1994, Naxos) (OCLC 936920857 et 150688915) Avec Circus ; Suite de Mascarade et Suite de Danse
- Orchestre du Bolchoï de Moscou, Ievgueni Svetlanov (3-6 janvier 2000, Brilliant Classics) (OCLC 898492757) Avec la suite de Gayaneh
- Orchestre symphonique de Bournemouth, dir. Kirill Karabits (1-2 juillet 2010, Onyx Classics 4063) (OCLC 762458322) Avec Gayaneh